# Vụ lật tàu Vịnh Xanh 58
Tàu du lịch Vịnh Xanh 58, thường được gọi bằng tên tiếng Anh là Wonder Sea, số hiệu QN-7105 đã bị lật úp do giông lốc bất chợt khi đang chở khách tham quan khu vực gần hang Đầu Gỗ thuộc Vịnh Hạ Long, tỉnh Quảng Ninh vào khoảng 13 giờ 30 phút ngày 19 tháng 7 năm 2025. Trên tàu khi ấy có 46 khách và 3 thuyền viên.
Lực lượng cứu hộ, cứu nạn tỉnh Quảng Ninh ngay sau đó đã khẩn trương triển khai công tác tìm kiếm. Sau một tuần triển khai công tác tìm kiếm, lực lượng chức năng đã trục vớt được toàn bộ các nạn nhân có mặt trên tàu, trong đó 10 người được cứu sống và 39 người thiệt mạng.
Đây được xem là một trong những thảm kịch nghiêm trọng nhất trong lịch sử du lịch đường thủy tại Việt Nam.

## Bối cảnh
Tàu du lịch Vịnh Xanh 58 là một phương tiện thủy nội địa phục vụ trong du lịch trên vịnh Hạ Long, tỉnh Quảng Ninh. Trước đây, tàu đã được Sở Giao thông Vận tải tỉnh Quảng Ninh cấp giấy chứng nhận đăng ký vào ngày 21 tháng 5 năm 2015.
Về mặt cấu trúc, tàu Vịnh Xanh 58 có kết cấu vỏ thép. Chiều dài thiết kế của tàu khoảng 20,8 mét, với chiều dài lớn nhất ghi nhận là 24,04 mét. Chiều rộng thiết kế khoảng 5,91 mét, trong khi chiều rộng lớn nhất đạt 6 mét. Chiều cao mạn của tàu được ghi nhận là 1,7 mét và chiều chìm là 1,2 mét. Được biết, phương tiện này được phép chở tối đa 48 hành khách theo quy định. Ngoài ra, tàu còn được Trạm đăng kiểm phương tiện thủy nội địa Quảng Ninh cấp Giấy chứng nhận an toàn kỹ thuật và bảo vệ môi trường, với lần kiểm định gần nhất diễn ra vào ngày 10 tháng 1 năm 2025. Thời hạn kiểm định có hiệu lực đến ngày 4 tháng 2 năm 2026, bảo đảm điều kiện vận hành tại thời điểm gặp sự cố.

## Diễn biến

### Ngày xảy ra tai nạn
Vào khoảng 12 giờ 55 phút ngày 19 tháng 7 năm 2025, tàu du lịch Wonder Sea, hoặc thường gọi là tàu Vịnh Xanh 58, mang số hiệu QN-7105 chở 46 hành khách và 3 thuyền viên và bắt đầu lên đường tham quan tuyến 2. Được biết thì tuyến có chiều dài xấp xỉ 35 km, với thời gian di chuyển tiêu chuẩn khoảng 6 tiếng đồng hồ. Theo kế hoạch hành trình, thuyền trưởng kiêm chủ tàu tên Đoàn Văn Trình sẽ đưa các hành khách tham quan một số địa danh nổi bật trên vịnh Hạ Long, bao gồm có hòn Chó Đá, hòn Đỉnh Hương, Hòn Gà Chọi, hang Sửng Sốt, hang Luồn và đảo Ti Tốp, trước khi trở về cảng vào buổi chiều cùng ngày.
Tuy nhiên, vào khoảng 13 giờ 30 phút, khi tàu di chuyển đến khu vực phía đông hang Đầu Gỗ, thời tiết bất ngờ chuyển biến từ trời nắng sang mây đen, kèm theo giông lốc, sấm sét, trong đó có cả mưa đá. Điều này khiến tàu bị nghiêng và sau đó lật úp, khiến toàn bộ hành khách và thuyền viên rơi xuống biển. Được biết thì chiếc tàu dài khoảng 24 mét, trọng tải 12 tấn, và sau sự cố thi tàu chỉ còn phần đáy nổi trên mặt nước.

### Công tác cứu hộ

#### Phương án trục vớt thi thể
Ngay sau khi nhận được tin báo về vụ đắm tàu, lực lượng chức năng tại tỉnh Quảng Ninh đã nhanh chóng triển khai công tác cứu hộ cứu nạn, huy động các đơn vị quân đội, biên phòng, cảnh sát giao thông đường thủy, lực lượng đặc công nước, trung tâm tìm kiếm cứu nạn trong khu vực, cùng với hàng chục tàu cứu hộ và ngư dân tại đó. Vì khu vực xảy ra tai nạn nằm cách bờ biển khoảng ba hải lý nên việc tiếp cận hiện trường sẽ gặp nhiều khó khăn vì thời tiết hiện tại đang có mưa lớn, sóng mạnh và tầm nhìn hạn chế.
Khi đấy, công tác tìm kiếm được chia làm thành nhiều nhánh, trong đó có một đội chuyên trách lặn chịu trách nhiệm tìm kiếm bên trong khoang tàu và xung quanh khu vực lân cận, trong khi đó, các phương tiện nổi sẽ tiến hành rà soát mặt nước, thả lưới và sử dụng thiết bị định vị sonar để xác định được vị trí nạn nhân. Ngoài ra, lực lượng cứu hộ cũng sử dụng xuồng cao tốc và máy bay không người lái để mở rộng phạm vi tìm kiếm.
Bắt đầu từ 22 giờ 30 phút ngày 19 tháng 7, các xà lan cẩu hạng nặng đã được đưa đến để phục vụ việc trục vớt tàu. Đến khoảng 12 giờ đêm ngày 20 tháng 7, thân tàu đã được dựng lên để tiếp tục kiểm tra những khoang máy, phòng nghỉ và khoang chứa hành lý. Việc công tác tìm kiếm vẫn tiếp tục được duy trì liên tục trong đêm ngày 19 và sáng ngày 20 tháng 7, bất chấp về điều kiện thời tiết diễn biến xấu. Lực lượng cứu hộ hoạt động theo chế độ luân phiên, sử dụng đèn chiếu công suất lớn và thiết bị hỗ trợ thở dưới nước để đảm bảo hiệu quả tìm kiếm trong môi trường kín và ngập nước.
Cũng vào trong rạng sáng ngày 20 tháng 7 năm 2025, lực lượng chức năng quyết định triển khai phương án lật tàu nhằm mục đích phục vụ công tác tìm kiếm các nạn nhân còn lại. Phó Thủ tướng Trần Hồng Hà cũng yêu cầu các đơn vị tham gia cứu nạn thực hiện nghiêm ngặt các bước theo quy trình kỹ thuật trước khi thực hiện lật tàu, đồng thời yêu cầu bảo đảm an toàn tuyệt đối cho nhân lực và phương tiện trong quá trình trục vớt. Cuối cùng thì tàu được lật thành công vào khoảng 2 giờ sáng cùng ngày. Sau khi bốn tàu cần cẩu chuyên dụng đưa tàu nổi hoàn toàn lên mặt nước, lực lượng cứu hộ tiến hành bơm hút nước ra khỏi khoang tàu và tiếp tục tìm kiếm các nạn nhân còn lại.

#### Nỗ lực tìm kiếm nạn nhân
Vào lúc 5 giờ chiều ngày 19 tháng 7 năm 2025, lực lượng chức năng đã cứu được 10 người, trong đó bao gồm cả hành khách và thuyền viên. Trong số này, Bộ đội Biên phòng tỉnh Quảng Ninh cứu được 7 người, còn 3 người do tàu cá của các ngư dân trong địa phương đưa lên.  Sau đó, tính đến khoảng gần 10 giờ tối, lực lượng chức năng đã vớt tổng cổng được 34 thi thể, đồng thời cứu được 10 người. Đến rạng sáng ngày 20 tháng 7, trong quá trình lật nổi tàu, lực lượng chức năng cũng đã phát hiện được thêm bốn thi thể nạn nhân, trong đó có một người được xác định là thuyền trưởng Đoàn Văn Trình. Đến sáng ngày hôm sau, một thi thể trẻ em đã được lực lượng chức năng phát hiện đã trôi dạt xuống gần khu vực đảo Ti Tốp. Qua quá trình xác minh thì đây là một trong bốn nạn nhân mất tích đang được tìm kiếm diện rộng. Ngay sau đó, thi thể nạn nhân sau đó đã được bàn giao cho cơ sở y tế để thực hiện các thủ tục theo quy định. Việc tìm thấy thêm một nạn nhân đã giảm số người mất tích xuống còn 3 người. Vào trưa ngày 22 tháng 7, người dân phát hiện ra một thi thể nam giới trôi dạt trên Vịnh Hạ Long, nằm giữa khu vực bãi tắm Bãi Cháy và hang Đầu Gỗ. Đồn Biên phòng cửa khẩu cảng Hòn Gai đã cử xuồng cùng 5 cán bộ đến hiện trường và trục vớt nạn nhân. Thi thể được tìm thấy cách nằm vị trí lật tàu khoảng 500m, mặc áo phông xám, quần soóc và mang theo điện thoại. Qua xác minh thì lực lượng chức năng xác định đây là một trong ba người đang bị mất tích. Ngày 25 tháng 7, lực lượng chức năng tiếp tục tìm thấy một thi thể nữ giới nằm tại khu vực Cửa Dứa, thuộc vùng vịnh Hạ Long và ngay sau đó đã được đưa về Bệnh viện Bãi Cháy để xác minh danh tính. Vào ngày hôm sau, vào khoảng 14 giờ 15 phút, một số người dân khi đang đi biển đã bất ngờ phát hiện thi thể một nam giới nổi trên mặt nước, tại khu vực phía sau Hang Trống, gần Trung tâm Bảo tồn 2, thuộc Ban Quản lý vịnh Hạ Long, ngay sau đó, lực lượng cứu nạn, cứu hộ tỉnh Quảng Ninh đã khẩn trương có mặt tại hiện trường, tiến hành trục vớt thi thể nạn nhân và chuyển về Bệnh viện Bãi Cháy để thực hiện quy trình xác minh danh tính thông qua mẫu DNA. Tổng kết sau một tuần nỗ lực tìm kiếm của các lực lượng cứu hộ, đã có tổng cộng 10 người đã được cứu sống, và 39 thi thể được tìm thấy.
Ngoài lề, trong buổi họp báo thông tin vào chiều ngày 20 tháng 7, ông Bùi Hồng Minh, phó Giám đốc Sở Xây dựng tỉnh Quảng Ninh cho biết rằng, trong quá trình trục vớt thi thể nạn nhân, các lực lượng chức năng nhận thấy trung bình khoảng 80 đến 90% nạn nhân khi được đưa ra khỏi tàu đều được mặc áo phao. Qua đó cho thấy trước khi tàu bị lật, thuyền trưởng Đoàn Văn Trình đã cảnh báo và yêu cầu hành khách mặc áo phao để sẵn sàng ứng phó với những tình huống khẩn cấp. Ở một vấn đề khác, theo thông tin ban đầu được biết thì vụ tai nạn đã xảy ra vào khoảng 14 giờ ngày 19 tháng 7. Tuy nhiên, một số nạn nhân đã phản ánh và cho biết lực lượng cứu hộ đã mất khoảng 3 tiếng sau mới có thể tiếp cận và giải cứu họ. Ngay sau đó, ông Nguyễn Văn Công, Phó Chủ tịch Ủy ban nhân dân tỉnh Quảng Ninh cho biết lúc lật tàu là khoảng 14 giờ thì đến 15h30 là biên phòng mới nhận được tin báo và sau khoảng 15 phút nhận tin thì đã có tàu tiếp cận hiện trường. Cũng trong buổi họp báo, ông Hoàng Văn Thuyết, đại diện của Ban Chỉ huy Phòng chống thiên tai và Tìm kiếm cứu nạn tỉnh Quảng Ninh cho biết, vào trưa cùng ngày đó, thời tiết tại khu vực khá nắng. Tuy nhiên, vào khoảng 14 giờ, cũng là lúc tàu bị lật, thời tiết bắt đầu xuất hiện giông lốc kèm mưa đá, và ông cho biết thời tiết khi ấy kéo dài khoảng một tiếng nên đã gây khó khăn trong việc quan sát trên biển. Mặc dù vậy, ngay sau khi nhận được tin báo, trong vòng hơn 10 đến 15 phút thì lực lượng cứu hộ đã đến hiện trường và kịp thời triển khai công tác cứu nạn. Ngoài ra, qua quá trình trục vớt nạn nhân thì có thể thấy lực lượng chức năng đã không sử dụng trực thăng để tham gia cứu hộ.

## Phản ứng

### Chính quyền địa phương
Ngay sau khi nhận được thông tin về vụ việc, Ủy viên Trung ương Đảng Vũ Đại Thắng đã trực tiếp chỉ đạo khẩn trương và triển khai công tác cứu hộ, cứu nạn. Sau khi anh chỉ đạo, Chủ tịch Ủy ban nhân dân tỉnh Phạm Đức Ấn, cùng với Chủ tịch Hội đồng nhân dân tỉnh Trịnh Thị Minh Thanh, và các đồng chí Phó Chủ tịch Ủy ban nhân dân tỉnh, lãnh đạo Công an tỉnh, Bộ Chỉ huy Quân sự tỉnh, Bộ đội Biên phòng tỉnh, Cảng vụ Đường thủy nội địa, Ban Quản lý vịnh Hạ Long, lực lượng Kiểm ngư và một đơn vị doanh nghiệp chuyên trách công tác trục vớt đã nhanh chóng có mặt tại hiện trường để phối hợp chỉ đạo công tác cứu nạn, cứu hộ. Đồng thời khi đó, tỉnh Quảng Ninh đã phối hợp cùng Quân khu 3 thành lập ra Sở Chỉ huy tiền phương tại Hải đội Biên phòng 2, phường Hồng Hà, nhằm trực tiếp điều hành công tác tìm kiếm, cứu hộ và khắc phục hậu quả vụ việc.

### Chính quyền trung ương
Sau khi tiếp nhận được thông tin, vào ngày 19 tháng 7 năm 2025, Thủ tướng Phạm Minh Chính đã ký Công điện số 114/CĐ-TTg và gửi tới Ban Chỉ đạo Phòng thủ dân sự quốc gia, các Bộ trưởng Bộ Quốc phòng, Công an Việt Nam, Xây dựng Việt Nam và Chủ tịch Ủy ban nhân dân tỉnh Quảng Ninh, đồng thời nêu rõ những chỉ đạo mà Chính phủ đưa ra. Phó Thủ tướng Chính phủ Trần Hồng Hà là người được Phạm Minh Chính cử trực tiếp đến hiện trường để chỉ đạo công tác cứu hộ, cứu nạn. Theo nội dung công điện của Thủ tướng, Bộ Quốc phòng sẽ giữ vai trò chủ trì và phối hợp với Bộ Công an cùng các bộ, cơ quan và chính quyền địa phương khẩn trương triển khai mọi biện pháp cần thiết, huy động tối đa lực lượng và phương tiện đang hoạt động gần khu vực xảy ra tai nạn để tổ chức tìm kiếm cứu nạn nhanh chóng, hiệu quả. Đồng thời, Thủ tướng yêu cầu xử lý hậu quả vụ việc một cách chu đáo, trong đó có việc kịp thời thăm hỏi, động viên, hỗ trợ gia đình các nạn nhân. Ngoài ra, Chính phủ cũng yêu cầu phải làm rõ nguyên nhân vụ tai nạn, nếu trường hợp xác định có vi phạm thì Chính phủ sẽ xử lý nghiêm theo quy định. Đồng thời sẽ rà soát quy trình bảo đảm an toàn hàng hải, khắc phục bất cập và rút kinh nghiệm.
Theo yêu cầu của Trần Hồng Hà, Ban Chỉ đạo Phòng thủ dân sự quốc gia sẽ có nhiệm vụ là theo dõi sát tình hình, điều phối cứu nạn và báo cáo cho Thủ tướng nếu có vượt thẩm quyền. Chủ tịch Ủy ban nhân dân tỉnh Quảng Ninh sẽ cùng phối hợp với các bộ ngành cứu nạn để hỗ trợ gia đình của các nạn nhân, đồng thời sẽ thông báo cho các tàu thuyền và ngư dân tăng cường quan sát để nhanh chóng tìm kiếm các nạn nhân còn lại. Bộ Xây dựng Việt Nam cũng đã huy động nhân lực và phương tiện chuyên dụng khi có yêu cầu từ cơ quan chức năng.

### Nhân chứng

#### Các nạn nhân
Vào khoảng 18 giờ ngày 19 tháng 7, các đơn vị cứu nạn đã cứu sống một bé trai 10 tuổi là hành khách trên tàu. Theo lời kể của cậu, khi tàu đang di chuyển đến khu vực gần hang Đầu Gỗ thì bỗng nhiên gặp giông lốc và lật úp chỉ trong vài giây và toàn bộ hành khách bị hất xuống dưới biển. Cậu may mắn lọt vào một khoang kín còn không khí trong thân tàu nên đã cố gắng giữ bình tĩnh và chờ được cứu. Sau nhiều giờ cháu mắc kẹt bên trong, cháu quyết định tự tìm cách thoát ra bằng cách leo qua cửa sổ khoang và bơi ra ngoài. Cuối cùng đến khoảng 18 giờ cùng ngày, cháu được lực lượng cứu hộ phát hiện và nhanh chóng đưa lên tàu cứu nạn trong tình trạng sức khỏe tạm ổn định nhưng tinh thần hoảng loạn.
Theo lời kể của một nạn nhân sống sót, anh cho biết anh mua vé tham quan sau khi hoàn tất công việc tại Quảng Ninh. Anh còn cho biết khi tàu bị nghiêng thì ở phía bên trong khoang tàu bắt đầu hỗn loạn, sau đó hoàn toàn chìm trong bóng tối. Trong lúc đó, vị khách này đã phát hiện một luồng sáng nhỏ từ khu vực bếp và ngay lập tức lần theo cầu thang để thoát ra ngoài. Sau khi bơi ra được một đoạn, anh nhìn thấy được một chiếc ghế gỗ trôi nổi và bắt đầu nắm lấy nó. Không lâu sau, một người đàn ông khoảng 40 tuổi khác cũng nổi lên mặt nước và cùng bám vào chiếc ghế. Tuy nhiên, người đàn ông kia do kiệt sức nên đã quyết định buông tay rời khỏi ghế và chìm xuống dưới biển. Những phút tiếp theo, ba người vẫn tiếp tục cố gắng vừa giữ thăng bằng trên mặt nước, vừa tìm cơ hội được cứu giúp. Họ liên tục kêu cứu trong vô vọng suốt hơn ba tiếng cho đến khi được một ngư dân nghe thấy tiếng gọi và tiếp cận ứng cứu. Theo lời kể của một thủy thủ trên tàu, khi tàu bị lật thì anh hiện đang ở cabin buồng lái; đây là khu vực bị chìm đầu tiên trong tàu. Khi anh kịp nhận ra, anh đã nỗ lực bơi ra khỏi tàu thông qua một ô kính bị vỡ do va đập, rồi trôi dạt và bám được vào chiếc ghế gỗ cùng các nạn nhân khác. Theo lời kể của người còn lại trong nhóm, cả ba khi đó đều trong tình trạng kiệt sức, tay chân tê cứng, quần áo sũng nước sau khi được đưa lên thuyền cứu hộ. Ngay sau đó, một trong ba nạn nhân đã nhận được tin về việc người cứu mình trước đó chính là hàng xóm của gia đình anh.
Cũng theo một nạn nhân khác kể lại, tàu khi đó chở hơn 40 người và không bắt buộc mặc áo phao. Sau khoảng 20 phút ổn định khách, lúc gần 13 giờ, tàu rời bến theo hành trình tham quan tuyến hai vịnh Hạ Long. Tuy nhiên, khi đến gần hang Đầu Gỗ, một cơn giông bất ngờ ập đến, trời tối sầm, gió mạnh, sóng lớn khiến tàu chao đảo nghiêng tới hơn 40 độ. Nhiều hành khách khi ấy đã đề nghị quay lại nhưng thuyền trưởng đã trấn an và khuyên sẽ tiếp tục vì sắp đến điểm tham quan. Nhưng chỉ vài phút sau, tàu bị gió quật lật úp lúc gần 14 giờ chiều. Tín hiệu GPS cũng bị mất lúc 14 giờ 5 phút, lúc đấy anh đang ngồi ở cuối tàu. Khi tàu bắt đầu nghiêng, anh nhanh trí chui xuống ghế lấy áo phao, sau đó lặn hai lần tìm lối thoát. Ở lần thứ hai, anh thấy được ánh sáng và bơi ra được ngoài. Sau đó anh leo lên phần đáy tàu nổi và cứu người, anh dùng chân dò khe hở, buộc dây thừng luồn vào trong tàu để người bên trong có thể bám theo. Anh khi ấy đã cứu được 4 người, nhưng chỉ có 2 người còn sống, 2 người còn lại đều tử vong.
Ngoài ra, theo lời kể của một người phụ nữ và cũng là nạn nhân sống sót trong tổng số mười người sống sót, chị đi cùng chồng, hai con và người thân. Khi tàu bắt đầu bị lật, chị và một số người đã may mắn lọt vào khoang còn không khí. Sau đó, chị lặn xuống hai lần để cứu người. Trong lần thứ ba, chị cho biết nước khi đấy đã ngập cao, khiến khoang tàu thiếu không khí, từ đó mà việc hô hấp trở nên rất khó khăn. Dù vậy, chị vẫn tiếp tục nỗ lực cứu người và sau đó cứu được thêm một người đàn ông. Khi nhận thấy người này có những dấu hiệu bất thường, chị đã cố gắng trấn an tinh thần và mặc áo phao cho ông. Tuy nhiên, sau đó ông cũng được xác nhận đã không qua khỏi. Những phút tiếp theo, chị đã sử dụng dây thừng để kéo các thi thể nạn nhân không bị trôi xa. Một nạn nhân sống sót khác cho hay là khi tàu bị lật, anh đã kịp thời đưa mẹ và ba người khác vào khoang chưa ngập nước, sau đó đã hướng dẫn họ thoát ra. Sau đó, anh quay lại tìm bạn gái, nhưng cô đã tử vong do uống quá nhiều nước.

#### Người cứu hộ
Vào chiều ngày 19 tháng 7, một ngư dân cùng cháu trai đang trong lúc đánh bắt mực tại khu vực cửa Tùng Sâu, cách bờ khoảng 18 hải lý, thì bỗng phát hiện có ba người đang chới với ở giữa biển khơi. Ban đầu, ông tưởng đó là một chiếc phao, nhưng khi quan sát kỹ hơn ở khoảng cách 200 mét thì ông mới nhận thấy có một cánh tay đang vẫy gọi. Ngay lập tức, ông đã quay thuyền và nhanh chóng tiếp cận và cứu được ba người đàn ông khi đấy đang ôm một chiếc ghế gỗ, trong tình trạng kiệt sức và hoảng loạn. Sau khi kéo các nạn nhân lên thuyền, ông đã sơ cứu, pha nước chanh và băng bó vết thương cho họ. Ông chia sẻ khi đấy, có một người bị tụt huyết áp và hai người còn lại chảy máu ở tay và chân. Trong khoảng 15 phút quay về khu vực tàu gặp nạn để bàn giao cho lực lượng chức năng thì cả ba nạn nhân gần như đã kiệt sức và không thể trò chuyện. Về sau, khi con gái ông đăng tải bài viết về việc ông cứu người thì ông mới biết được một trong số họ là hàng xóm của gia đình ông.

## Tác động

### Đóng góp từ cộng đồng
Qua những hậu quả đã gây ra cho các nạn nhân trong vụ lật tàu này, cộng đồng xã hội trong nước và nhiều tổ chức, cá nhân đã nhanh chóng thể hiện sự quan tâm, chia sẻ mất mát với các gia đình nạn nhân. Từ chính quyền trung ương, chính quyền địa phương đến các doanh nghiệp, hội đoàn ngành du lịch và người dân cả nước, nhiều hoạt động hỗ trợ vật chất và tinh thần đã được triển khai nhằm giúp đỡ các gia đình vượt qua giai đoạn khó khăn, ổn định hậu sự và cuộc sống.
Cụ thể thì chính quyền tỉnh Quảng Ninh và các tổ chức có liên quan đã triển khai nhiều biện pháp hỗ trợ tài chính. Ủy ban nhân dân tỉnh Quảng Ninh đã công bố mức hỗ trợ cho mỗi trường hợp tử vong là 25 triệu đồng và mức hỗ trợ cho người bị thương là 8 triệu đồng. Ủy ban Mặt trận Tổ quốc Việt Nam tỉnh Quảng Ninh đã bổ sung thêm 5 triệu đồng cho một trường hợp tử vong và 3 triệu đồng cho một trường hợp bị thương. Ngoài ra, nhiều doanh nghiệp tư nhân khác cũng đã tham gia đóng góp. Cụ thể, tập đoàn Sun Group đã hỗ trợ cho các nạn nhân với số tiền tổng cộng hơn 2 tỷ đồng, tương đương với 45 triệu đồng cho mỗi trường hợp thiệt mạng và 25 triệu đồng cho mỗi trường hợp bị thương. Ngay sau đó, vào ngày 22 tháng 7, Ủy ban Mặt trận Tổ quốc Việt Nam tỉnh Quảng Ninh đã tiếp nhận tổng số tiền mà Ủy ban Hiệp hội Du lịch các tỉnh phía Bắc và Chi hội Tàu Du lịch Hạ Long trao tặng thêm là 220 triệu đồng.
Về trách nhiệm về bảo hiểm, Công ty Bảo hiểm Bảo Long tại chi nhánh Quảng Ninh xác nhận sẽ chi trả 30 triệu đồng cho một người theo hợp đồng bảo hiểm trách nhiệm dân sự, với tổng số tiền cho tất cả nạn nhân là khoảng 1.2 tỷ đồng. Theo báo cáo từ Cục Quản lý, giám sát Bảo hiểm thuộc Bộ tài chính, tổng số tiền mà các nguồn bảo hiểm phi nhân thọ và nhân thọ đã chi trả ước tính hơn 14.3 tỷ đồng. Trong số đó thì hơn 10 tỷ đồng đến từ các công ty bảo hiểm nhân thọ như Bảo Việt, Generali và Manulife, phần còn lại thuộc về các doanh nghiệp bảo hiểm phi nhân thọ. Ngoài các khoản tài chính trực tiếp, nhiều đơn vị du lịch, khách sạn tại Hạ Long cũng đã hỗ trợ miễn phí chỗ ở, suất ăn và phương tiện đi lại cho thân nhân của các nạn nhân trong suốt thời gian tổ chức tang lễ, trong đó, đại diện Hiệp hội Du lịch Quảng Ninh cho biết đã có hơn 20 khách sạn trên địa bàn thành phố Hạ Long chủ động đăng ký hỗ trợ miễn phí cho các nạn nhân. Việc tiếp nhận, phân bổ và minh bạch các khoản quyên góp đã được thực hiện bởi Ủy ban Mặt trận Tổ quốc Việt Nam tỉnh Quảng Ninh. Cơ quan này cũng xác lập danh sách đối tượng thụ hưởng và phối hợp cùng chính quyền các địa phương để đảm bảo hỗ trợ đúng người, đúng mục đích. Ngoài ra, ca sĩ Han Sara đã có quyết định sẽ trao toàn bộ doanh thu từ đĩa vật lý Unfrozen và video âm nhạc Do anh si cho Ủy ban Mặt trận Tổ quốc Việt Nam tỉnh Quảng Ninh, nhằm góp phần hỗ trợ địa phương trong quá trình khắc phục thiệt hại do thiên tai gây ra.

## Tranh cãi

### Thông tin thất thiệt và lợi dụng sự kiện
Trên mạng xã hội khi đấy đã xuất hiện một số bài viết và nội dung có mục đích trục lợi từ sự việc. Cụ thể thì một số trang fanpage trên nền tảng Facebook đã sử dụng công nghệ trí tuệ nhân tạo để tạo ra những hình ảnh và video minh họa và dàn dựng các câu chuyện mang tính hư cấu. Đa số các bài viết đó sẽ được trình bày theo hướng cảm xúc và có kết thúc lửng với dòng chữ "ĐỌC TIẾP DƯỚI BÌNH LUẬN" nhằm điều hướng người dùng sang các trang web có chứa nhiều quảng cáo để thu lợi nhuận. Và mặc dù đã có chèn dòng chữ "các tình tiết hư cấu" hoặc "hình ảnh mang tính minh họa", nhưng kích thước chữ lại quá nhỏ, dẫn đến việc người đọc khó nhận biết thật và giả nên đã khiến một số người dùng mạng xã hội hiểu nhầm và để lại những bình luận chia buồn, thương tiếc cho những nhân vật không có thật. Tình trạng này đã dẫn đến việc lan truyền thông tin sai lệch, gây hoang mang dư luận và đặc biệt là ảnh hưởng đến tâm lý của thân nhân các nạn nhân. Vì thế, sau khi những bài viết đó được đăng tải lên, bên cạnh làn sóng thương cảm ra, thì những người dùng khác đã kịp thời phát hiện và lên tiếng chỉ trích hành vi trục lợi từ thảm kịch, đồng thời kêu gọi người dùng cần thận trọng, không chia sẻ các nội dung chưa được kiểm chứng và ưu tiên tiếp nhận thông tin từ các nguồn chính thống.
Một trường hợp khác trong ngày 22 tháng 7 khi có một số fanpage trên nền tảng Facebook đã đăng tải hình ảnh về một nhóm trẻ em gồm gồm 5 đến 6 người đang đứng trên mũi tàu để tham quan vịnh Hạ Long, đáng chú ý là bài đăng kèm chú thích như "Hình ảnh của các con trong chuyến tàu định mệnh" hay "Khoảnh khắc cuối cùng trước vụ lật tàu" và chuyển sang màu đen trắng, khiến nhiều người nhầm và nghĩ đây là các nạn nhân trong vụ tai nạn. Bài viết đã nhanh chóng thu hút hàng trăm nghìn lượt tương tác, với nhiều bình luận bày tỏ sự thương tiếc với các bé. Ngay sau đó, một người được cho là họ hàng của các bé đã lên tiếng phản đối việc hình ảnh các con cháu trong gia đình mình bị lan truyền trên mạng xã hội kèm theo thông tin sai sự thật, và đồng thời anh cũng cho biết những bé trong ảnh chính là con cháu của anh. 
Theo anh cho biết thì bức ảnh đó được chụp trong một chuyến du lịch của đại gia đình tại Hạ Long vào tháng 8 năm 2024. Tuy nhiên, không rõ vì lý do gì mà bức ảnh đó đã bị một số fanpage chia sẻ lại với nội dung bịa đặt, Trong ngày đó, khi anh lướt mạng và tình cờ phát hiện sự việc, anh vô cùng phẫn nộ vì các cháu nhỏ trong ảnh đều hoàn toàn bình thường và không liên quan gì đến vụ tai nạn. Ngoài ra, anh cũng đã chủ động liên hệ với các fanpage đăng tải thông tin sai sự thật đó để yêu cầu gỡ bỏ, tuy nhiên, anh vẫn chưa nhận được bất kỳ phản hồi hay lời xin lỗi nào từ phía các fanpage.
Việc hình ảnh bị lan truyền kèm thông tin sai lệch đấy đã khiến nhiều người thân của anh sinh sống tại Việt Nam vô cùng hoang mang và lo lắng. Anh cho biết rằng gia đình đã phải liên tục trấn an mọi người sau khi thông tin thất thiệt này xuất hiện trên các nền tảng mạng xã hội. Trước tình huống này, anh bày tỏ mong muốn các cơ quan chức năng sớm vào cuộc, xử lý nghiêm các trang thông tin đăng tải sai sự thật, đặc biệt là những nội dung xâm phạm quyền riêng tư và hình ảnh trẻ em.

### Phản ứng đại chúng
Bên cạnh những bình luận thể hiện sự tiếc thương đối với các nạn nhân thì đã có một số ý kiến chỉ trích về việc các hành khách ra khơi giữa lúc có thông tin thời tiết xấu. Một bộ phận cộng đồng mạng đã đặt những câu hỏi như: "Tại sao lại đi chơi giữa lúc trời báo bão?" hay "Biết nguy hiểm mà vẫn ra khơi?", "Đi biển mà không mặc áo phao là quá chủ quan", "Biết có bão mà vẫn cố đi, tiếc tiền à?", "Không phải do thời tiết, là lỗi của họ vì không đề phòng"…. Tuy nhiên, vẫn có nhiều người đã kêu gọi mọi người ngừng đổ lỗi các nạn nhân, đồng thời nhiều người đã chia sẻ hình ảnh thời tiết quang đãng vào buổi trưa cùng ngày để cho thấy cơn giông xảy ra là bất ngờ, không thể dự đoán trước.
Trước làn sóng tranh cãi trong dư luận, tiến sĩ Nguyễn Ngọc Huy, chuyên gia nghiên cứu thời tiết và cảnh báo thiên tai cực đoan – đã đăng một bài viết có tiêu đề "Nạn nhân không có lỗi" trên trang cá nhân, giải đáp các thắc mắc phổ biến sau vụ tai nạn. Ông cho biết và khẳng định rằng lúc 13 giờ 30 phút, bản tin thời tiết mới cập nhật và cảnh báo về khả năng có giông lốc trong ngày đó. Mà khi đó, tàu Vịnh Xanh 58 đã rời bến, còn các tàu khác sau đó đã được yêu cầu dừng hoạt động. Về năng lực dự báo, ông cho biết cả hai mô hình dự báo mạnh nhất hiện nay là GFS và ECMWF đều không cảnh báo giông trong khu vực Vịnh Hạ Long từ 12 giờ đến 14 giờ trong ngày xảy ra sự việc. Ngoài ra, hình ảnh radar và vệ tinh cũng phát hiện một cụm mây giông khi các hiện tượng thời tiết đã và đang xảy ra. Qua góc nhìn của ông, ông cho rằng đó là một "siêu mây giông hiếm gặp", có khả năng đã tạo ra lốc xoáy cục bộ, chính vì thế mà ngay cả tàu hiện đại hay thuyền trưởng có kinh nghiệm cũng khó xử lý nếu gặp phải tình huống này.

### Hoạt động giải trí
Tối ngày 19 tháng 7 năm 2025, cũng là thời điểm mà lực lượng chức năng đang triển khai công tác cứu nạn trong vụ lật tàu Vịnh Xanh 58, đã có hai du thuyền có tên lần lượt là Ambassador Cruise và Sea Octopus vẫn tiến hành bắn pháo hoa và tổ chức các hoạt động giải trí, điển hình như mở nhạc trên vịnh Hạ Long. Ngay sau đó, một số du khách đã phát trực tiếp lên mạng xã hội và cho thấy được màn trình diễn pháo hoa đó. Sau đó, hai doanh nghiệp này đã nhận về một làn sóng chỉ trích và tẩy chay. Dư luận cho rằng việc tổ chức hoạt động giải trí khi công tác cứu hộ đang diễn ra gấp rút là không phù hợp, đặc biệt trong bối cảnh hơn nghìn người cùng hàng trăm phương tiện đang tích cực tìm kiếm nạn nhân trên vịnh. Cụ thể hơn, đã có những người dân chia sẻ và chỉ trích về vấn đề phản cảm này. Một người phụ nữ làm việc lâu năm trong ngành du lịch địa phương cũng đã bày tỏ quan điểm rằng việc tổ chức các hoạt động giải trí như vậy gần hiện trường cứu hộ là không phù hợp trong bối cảnh tang thương như này, chị cũng cho biết thêm là nhiều cơ sở dịch vụ và điểm vui chơi giải trí tại khu vực Hạ Long đã chủ động hạn chế hoạt động tiệc tùng trong tối cùng ngày nhằm thể hiện sự tôn trọng với các nạn nhân. Ngoài ra, chị cho rằng lập luận về việc tàu bị mất kết nối Internet nên không thể cập nhật kịp thời thông tin là không thuyết phục, bởi sự cố đã xảy ra từ khoảng 17 giờ nhưng đến 21 giờ cùng ngày, màn bắn pháo hoa mới bắt đầu diễn ra.
Đến ngày hôm sau, hai đại diện của hai du thuyền cũng đã thông báo và xin lỗi trên các nền tảng truyền thông chính thức. Theo tuyên bố từ Ambassador Cruise, các hoạt động giải trí và màn trình diễn pháo hoa gây tranh cãi hôm qua đã được lên lịch từ trước và triển khai theo kế hoạch định sẵn. Tuy nhiên, đơn vị cũng thừa nhận sự việc là hệ quả của việc thiếu nhạy bén trong xử lý tình huống, dẫn đến làn sóng tranh cãi trong bối cảnh thương tâm. Công ty cũng cho biết đã tiến hành kiểm điểm nội bộ, rà soát quy trình vận hành cũng như cam kết khắc phục triệt để sự cố. 
Ngay sau đó, vào ngày 24 tháng 7, đơn vị chính thức công bố về chương trình hỗ trợ dài hạn cho các trẻ em mồ côi trong vụ lật tàu tại Hạ Long. Được biết, mỗi tháng, trẻ dưới 18 tuổi và mồ côi cha mẹ sẽ được nhận 6 triệu đồng, mồ côi một người sẽ nhận 3 triệu đồng, cho đến khi các bé tròn 18 tuổi. Trường hợp thanh thiếu niên từ 18 đến 22 tuổi sẽ được hỗ trợ học phí và đào tạo nghề nếu có nhu cầu. Chương trình hỗ trợ này đã được đơn vị đề nghị Ủy ban nhân dân tỉnh Quảng Ninh và Sở Y tế phối hợp cung cấp thông tin để triển khai.
Trong khi đó, Sea Octopus xác nhận việc bắn pháo hoa trong thời điểm diễn ra hoạt động cứu hộ là một sai lầm nghiêm trọng và khó chấp nhận. Đại diện đơn vị cho biết nguyên nhân xuất phát từ sự thiếu sót trong việc cập nhật thông tin và đánh giá tình hình, khiến một bộ phận vận hành trên tàu không nhận thức đầy đủ về sự cố đang diễn ra. Đơn vị cũng cam kết sẽ siết chặt quy trình thông tin khẩn cấp và vận hành nội bộ, đồng thời thể hiện mong muốn sẽ đồng hành và hỗ trợ các gia đình nạn nhân trong giai đoạn hậu tai nạn. Ngay sau đó, vào ngày 24 tháng 7, tại cuộc họp báo thường kỳ quý II năm 2025 của Bộ Văn hóa – Thể thao và Du lịch, Phó Cục trưởng Cục Du lịch Quốc gia Việt Nam – Phạm Văn Thủy chỉ trích hành động bán pháo hoa là hành vi thiếu nhạy cảm.